# Чарлі Чан на острові скарбів
Чарлі Чан на острові скарбів (англ. Charlie Chan at Treasure Island) — американський комедійний детектив режисера Нормана Фостера 1939 року.

## У ролях
- Сідні Толер — Чарлі Чан
- Сесар Ромеро — Радіні
- Полін Мур — Єва
- Віктор Сен Юнг — Джиммі Чан
- Дуглас Фоулі — Піт Левіс
- Джун Гейл — Міра Радіні
- Дагласс Дамбрілл — Томас Грегорі
- Селлі Блейн — Стелла Ессекс
- Біллі Сьюард — Бессі Сіблі
- Воллі Вернон — Елмер Кельнер
- Дональд МакБрайд — Дж. Дж. Кільвейн
- Чарльз Хелтон — Редлі
- Тревор Бардетт — Абдул
- Луїс Жан Хейдт — Пол Ессекс